# Culex kaviengensis
Culex kaviengensis är en tvåvingeart som beskrevs av Sirivankarn 1968. Culex kaviengensis ingår i släktet Culex och familjen stickmyggor.
Artens utbredningsområde är Bismarckarkipelagen. Inga underarter finns listade i Catalogue of Life.